# Bicornidiplosis accrescentis
Bicornidiplosis accrescentis är en tvåvingeart som beskrevs av Fedotova 2003. Bicornidiplosis accrescentis ingår i släktet Bicornidiplosis och familjen gallmyggor. Inga underarter finns listade i Catalogue of Life.